# Matej Delač
Matej Delač (Gornji Vakuf-Uskoplje, 20 agosto 1992) è un calciatore bosniaco naturalizzato croato, portiere dell'Horsens.

## Biografia
Delač è nato a Gornji Vakuf in Bosnia ed Erzegovina ma possiede il passaporto croato. Il suo idolo è Petr Čech. È considerato uno dei migliori portieri a livello europeo.

## Caratteristiche tecniche
È un abile para-rigori. Dotato di una grande forza e una presa plastica è inoltre abile nelle uscite ed ha uno spiccato senso della posizione.

## Carriera

### Club

#### Inter Zapresic
Prodotto del vivaio dell'Inter Zaprešić, si fa notare del mondo internazionale nella sua unica apparizione nell'Under-15, attirando l'attenzione di grandi club europei.
Nell'estate 2008 ha fatto un provino col Benfica, ma le due società non potevano accettare le condizioni del contratto e così e rimasto a Zaprešić.
Fa il suo debutto nel professionismo con l'Inter Zaprešić nella stagione 2008-2009, il 22 febbraio 2009 contro il NK Zagreb, divenendo il più giovane calciatore ad aver esordito in 1. HNL (a 16 anni e 186 giorni). Ha impressionato gli esperti di calcio al suo debutto salvando un rigore di Davor Vugrinec, contribuendo alla vittoria della sua squadra per 1-0 e divenendo l'uomo-partita. Nella partita successiva, contro la Dinamo Zagabria, gioca da titolare e para un rigore a Mario Mandžukić.
Delač continua a fornire buone prestazione e conclude la stagione con 15 presenze diventando il portiere titolare, parando in totale tre rigori.

#### Chelsea
L'11 settembre 2009, due giorni dopo la sconfitta della Croazia a Wembley le notizie croate hanno rivelato che Delač era rimasto a Londra per delle visite mediche, ed è stato sul punto di firmare un pre-contratto con il club inglese del Chelsea. Alcune notizie hanno rivelato che gli osservati del Chelsea avevano seguito Delač nelle performance in campionato e che il loro ds Frank Arnesen era già andato a Zagabria per concordare i termini del trasferimento.
È stato annunciato in una conferenza stampa tenuta dall'Inter Zaprešić che Delač aveva effettivamente firmato un contratto quinquennale col club inglese che entrerà in vigore nell'estate del 2010. All'Inter vanno 2,5 milioni di euro, che permettono la salvezza dalla bancarotta. Nel frattempo, Delač continuerà a giocare nell'Inter Zaprešić ma il suo stipendio sarà pagato dal Chelsea. Inoltre è prevista la partecipazione agli allenamenti sul campo del Chelsea quando il campionato croato sarà terminato.
Il 24 agosto 2010 viene ceduto in prestito dal Chelsea al Vitesse. Dopo aver collezionato diverse panchine, Delač viene nuovamente ceduto in prestito alla Dynamo České Budějovice, squadra ceca militante in Gambrinus Liga. Anche a České Budějovice colleziona diverse panchine giocando solamente il 26 marzo contro il Viktoria Plzeň (4-0). A fine stagione il Chelsea lo cede nuovamente in prestito al Vitória Guimarães.

### Nazionale
Dopo esser stato convocato otto volte nell'Under-17 e nell'Under-19 tra il 2007 ed il 2008 Delač è stato chiamato nella Nazionale maggiore dal selezionatore Slaven Bilić il 30 agosto 2009 come terzo portiere (dietro Vedran Runje e Danijel Subašić) negli incontri di qualificazione alla Coppa del Mondo 2010 contro Bielorussia e Inghilterra battendo il record per il più giovane calciatore croato convocato nella nazionale maggiore.

## Statistiche

### Presenze e reti nei club
Statistiche aggiornate al 9 marzo 2023.
| Stagione        | Squadra           | Campionato      | Campionato | Campionato | Coppe nazionali | Coppe nazionali | Coppe nazionali | Coppe continentali | Coppe continentali | Coppe continentali | Altre coppe | Altre coppe | Altre coppe | Totale | Totale |
| Stagione        | Squadra           | Comp            | Pres       | Reti       | Comp            | Pres            | Reti            | Comp               | Pres               | Reti               | Comp        | Pres        | Reti        | Pres   | Reti   |
| --------------- | ----------------- | --------------- | ---------- | ---------- | --------------- | --------------- | --------------- | ------------------ | ------------------ | ------------------ | ----------- | ----------- | ----------- | ------ | ------ |
| 2012-gen. 2013  | Vitória Guimarães | PL              | 0          | 0          | CP+CdL          | 0               | 0               | -                  | -                  | -                  | -           | -           | -           | 0      | 0      |
| gen.-giu. 2013  | Inter Zaprešić    | 1.HNL           | 14         | -16        | CC              | -               | -               | -                  | -                  | -                  | -           | -           | -           | 14     | -16    |
| 2013-gen. 2014  | Vojvodina         | SL              | 10         | -9         | CS              | 2               | -1              | UEL                | 6                  | -6                 | -           | -           | -           | 18     | -16    |
| gen.-giu. 2014  | Sarajevo          | PL              | 7          | -3         | KB              | 0               | 0               | UEL                | -                  | -                  | -           | -           | -           | 7      | -3     |
| 2014-gen. 2015  | Arles-Avignon     | L2              | 11         | -20        | CF+CdL          | 0+2             | -4              | -                  | -                  | -                  | -           | -           | -           | 13     | -24    |
| gen.-giu. 2015  | Sarajevo          | PL              | 14         | -6         | KB              | 1               | 0               | UEL                | -                  | -                  | -           | -           | -           | 15     | -6     |
| 2015-2016       | Sarajevo          | PL              | 12         | -12        | KB              | 1               | -1              | UCL                | -                  | -                  | -           | -           | -           | 13     | -13    |
| Totale Sarajevo | Totale Sarajevo   | Totale Sarajevo | 33         | -21        |                 | 2               | -1              |                    | -                  | -                  |             | -           | -           | 35     | -22    |
| 2016-2017       | R.E. Mouscron     | D1              | 23+5       | -37 + -14  | CB              | 0               | 0               | -                  | -                  | -                  | -           | -           | -           | 28     | -51    |
| 2017-2018       | Chelsea           | PL              | 0          | 0          | FACup+CdL       | 0               | 0               | UCL                | 0                  | 0                  | CS          | 0           | 0           | 0      | 0      |
| 2018-2019       | Horsens           | SL              | 21+8       | -29 + -11  | CD              | 0               | 0               |                    | -                  | -                  |             | -           | -           | 29     | -40    |
| 2019-2020       | Horsens           | SL              | 13+8       | -22 + -10  | CD              | 5               | -4              |                    | -                  | -                  |             | -           | -           | 26     | -36    |
| 2020-2021       | Horsens           | SL              | 22+9       | -37 + -19  | CD              | 1               | -1              |                    | -                  | -                  |             | -           | -           | 32     | -57    |
| 2021-2022       | Horsens           | 1D              | 19+10      | -17 + -8   | CD              | 0               | 0               |                    | -                  | -                  |             | -           | -           | 29     | -25    |
| 2022-2023       | Horsens           | SL              | 15         | -17        | CD              | 0               | 0               |                    | -                  | -                  |             | -           | -           | 15     | -17    |
| Totale Horsens  | Totale Horsens    | Totale Horsens  | 125        | -170       |                 | 6               | -5              |                    | 0                  | 0                  |             | 0           | 0           | 131    | -175   |
| Totale carriera | Totale carriera   | Totale carriera | 221        | -287       |                 | 12              | -11             |                    | 6                  | -6                 |             | 0           | 0           | 239    | -304   |

## Palmarès

### Club

#### Competizioni nazionali
- 1. Division: 1

Horsens: 2021-2022